# 守城大山
守城大山（賽德克語：Dgyaq Pgdiyan）是位於臺灣南投縣仁愛鄉的南豐村與新生村交界處的一座山峰，屬於雪山山脈。雪山山脈在該地區的主稜線是由白姑大山向南，經守城大山，一路延伸至水社大山。山頂有顆一等三角點花崗石基石。為埔里六秀之首，埔里六秀依高度順序為：守城大山、有勝山（2105公尺）、關刀山（2017公尺）、南東眼山（1876公尺）、舊武界越山（1668公尺）、橫屏山（1508公尺）。亦為中部四大名山之首，中部四大名山由北而南依序為：守城大山、集集大山（1392公尺）、水社大山（2059公尺）、溪頭鳳凰山（1698公尺）。亦為台灣百名山之一，編號36。亦為百名中級山之一，排名第41。
守城大山全境位於烏溪流域內，其西北側為北港溪支流關刀溪流域，東南側為眉溪支流南山溪流域。